# Lotte Berk
Pour les articles homonymes, voir Berk.
Lotte Berk, de son nom de naissance Lieselotte Heymansohn, est une danseuse née à Cologne le 13 janvier 1913 et morte le 4 novembre 2003 à Froxfield, dans le Wiltshire, au Royaume-Uni. Elle développe à partir de 1959 une méthode sportive basée sur des mouvements de danse classique, connue au XXIe siècle sous le nom de barre.

## Biographie
Lieselotte Heymansohn naît à Cologne en 1913, d’un père d’origine russe et d’une mère allemande, tous deux juifs. Son père, Nicolai Heymansohn, tient une chaîne de magasins de prêt-à-porter pour hommes ; sa mère meurt d’une attaque cardiaque alors qu’elle est âgée de huit ans.
Conformément aux souhaits de son père, elle suit des cours de piano pendant onze ans, mais préfère la danse, et s’entraîne auprès de Mary Wigman. À 18 ans, elle danse pour des chorégraphes ou chefs d’orchestre tels que Carl Ebert, Bruno Walter et Fritz Busch, et se produit lors d’événements comme le festival de Salzbourg, en Autriche.
En 1933, elle épouse Ernst Berk, lui aussi danseur ; leur fille Esther naît l’année suivante. Avec la montée du nazisme, la famille fuit l’Allemagne pour le Royaume-Uni, puisqu’Ernst dispose d’un passeport anglais. Lotte Berk travaille alors comme modèle pour l’école Heatherley des beaux-arts, et danse à Covent Garden pour Marie Rambert. Son style de danse n’est pas conforme à l’école anglaise, et elle doit changer de carrière pour subsister. Avec les conseils d’un ostéopathe, elle met au point dans les années 1950 des séries d’exercices physiques basés sur son expérience de danseuse. Comme le pilates ou le yoga, la méthode Lotte Berk cible des zones précises du corps, pour le travail de la souplesse et de la force.
À 46 ans, elle ouvre une salle réservée aux femmes, nommée Manchester Street Studio for Exercise. Ses mouvements portent des noms peu conventionnels, comme « la prostituée » ou « le sexe ».
Berk continue d’enseigner sa méthode à un âge avancé ; parmi ses clients, on compte Joan Collins, Britt Ekland, Barbra Streisand, Siân Phillips, Edna O'Brien ou encore Yasmin Le Bon.
Elle meurt à 90 ans à Froxfield, dans le Wiltshire ; sa fille, Esther Fairfax, tient un studio à Hungerford, dans le Berkshire, où elle donne des cours selon la méthode de sa mère. Elle a également écrit une biographie à son sujet, My Improper Mother and Me.